# Ісаки
Ісаки (рос. Исаки) — присілок в Опочецькому районі Псковської області Російської Федерації.
Населення становить 21 особу. Входить до складу муніципального утворення Пригородна волость.

## Історія
Від 2015 року входить до складу муніципального утворення Пригородна волость.

## Населення
| 2001 | 2002 | 2010 | 2012 | 2013 | 2014 | 2015 |
| ---- | ---- | ---- | ---- | ---- | ---- | ---- |
| 34   | ↗42  | ↘22  | ↘19  | ↗20  | ↗21  | →21  |
| 2016 |      |      |      |      |      |      |
| →21  |      |      |      |      |      |      |